# Cerro San Cristóbal (Santiago de Chile)
Der Cerro San Cristóbal ist ein langgestreckter Hügel im Stadtteil Bellavista von Santiago de Chile am Nordufer des Río Mapocho. Er erhebt sich rund 300 m über seine Grundfläche bis auf 880 m Gipfelhöhe. Der Hügel ist der Hausberg der Hauptstadt und dominiert das Stadtbild von Santiago.
Der ursprüngliche Name des Hügels war Tupahue (Quechua für Wächter), heute ist er auch als Chacarillas bekannt. Er wurde vom spanischen Eroberer Pedro de Valdivia zu Ehren des Heiligen Christophorus, dem Schutzpatron der Reisenden, umbenannt. Die erste schriftliche Erwähnung des heutigen Namens stammt aus dem 18. Jahrhundert, als der Gouverneur von Chile, Manuel d’Amat i de Junyent, seinem König Karl III. eine geografische Beschreibung des Gebietes vorlegte. Der ursprüngliche Name wird seit 1980 mit der entsprechenden Benennung der Zwischenstation der Gondelbahn gewürdigt.
Der Gipfel ist ein beliebtes Ausflugsziel, das man zu Fuß, mit dem Fahrrad, mit Kraftfahrzeugen auf einer Mautstraße, mit der Kleinkabinenumlaufluftseilbahn Teleférico de Santiago oder mit der Standseilbahn Funicular de Santiago erreichen kann. Eine zweite Gondelbahn, die Teleférico Pío Nono, ist zur Entlastung der Standseilbahn am Südhang im Bau. Vom Gipfel aus hat man einen guten Blick über die verschiedenen Stadtteile von Santiago und bei klarem Wetter auf die Andenkette im Osten. Auf dem Gipfel befinden sich eine Kirche, ein Amphitheater und eine 22 m hohe Statue der Jungfrau Maria. Papst Johannes Paul II. hielt dort am 1. April 1987 eine Messe.
Am stadtseitigen Fuße des Berges befinden sich der Zoo von Santiago und der Ecoparque Chile Nativo, am Nordosthang der Jardín Mapulemu sowie der Parque Aventura.